# Korpisaari (ö i Finland, Birkaland, Tammerfors, lat 61,67, long 24,20)
Korpisaari är en ö i Finland. Den ligger i sjön Pukala och i kommunen Orivesi i den ekonomiska regionen Tammerfors och landskapet Birkaland, i den södra delen av landet, 170 km norr om huvudstaden Helsingfors. Öns area är 2,5 hektar och dess största längd är 320 meter i öst-västlig riktning.